# Sara (film, 1993)
Pour les articles homonymes, voir Sara (film) et Sara.

Sara (en persan : سارا) est un film iranien réalisé par Dariush Mehrjui en 1992. Le film est une relecture de la pièce d’Henrik Ibsen Une maison de poupée (1879), avec le personnage de Sara qui remplace le rôle de Nora, Hessam celui de Torvald, Sima celui de Madame Linde et Goshtasb celui de Nils Krogstad.
Le film a reçu la Coquille d'or du meilleur film et la Coquille d'argent de la meilleure actrice pour Niki Karimi, interprète du rôle du rôle-titre, lors du 41e Festival international du film de San Sebastián. Il a également obtenu la Montgolfière d'argent, le prix d’interprétation féminine et le Prix du Public au Festival des 3 Continents de Nantes.

## Synopsis
Sara est une parfaite femme de foyer. Pourtant quand son mari, Hessam, a besoin d’une opération chirurgicale dispendieuse à l’étranger, c’est elle qui trouve les fonds nécessaires.  Les trois années qui suivent pour Sara sont très laborieuses avec son travail secret pour payer l’argent qu’elle a emprunté. Elle fait tout pour ne pas blesser l’orgueil de Hessam... jusqu’à ce que la vérité soit dévoilée et avec ça, la réalité de son mariage aussi.

## Fiche technique
- Titre original : Sara
- Réalisateur : Dariush Mehrjui
- Producteur : Dariush Mehrjui, Hashem Seifi
- Année de production : 1992
- Date de sortie : 1993
- Durée : 92 minutes
- Pays :  Iran

## Distribution
- Niki Karimi
- Yasman Malek-Nasr
- Khosro Shakibai
- Amin Tarokh